# Key/Missing You
「Key／Missing You」（キー／ミッシング・ユー）は、Jangled Cat（小野大輔）の、及びコミネリサの5枚目のシングル。2010年11月17日にflying DOGから発売された。

## 概要
- テレビアニメ『心霊探偵 八雲』の主題歌を収録した両A面シングル。
- 「Key」は、テレビアニメ『心霊探偵 八雲』のオープニングテーマになっており、Jangled Cat（小野大輔）が歌っている。
- カップリングには、コミネが歌う同アニメエンディングテーマ「Missing You」が収録されている。コミネリサにとっては、前作「ステキな果実」から約1年7ヶ月ぶりのリリース。
- ジャケットには、斉藤八雲がプリントされている。

### 主な記録
- 発売日当日のオリコンデイリーシングルチャートで26位、2010年11月29日付のオリコン週間シングルチャートで36位を獲得、初動売上は2700枚を記録した。

## 収録曲
1. Key -Phase1- [1:21]
歌：Jangled Cat（小野大輔）
作詞：酒井ミキオ、作曲・編曲：R・O・N
2. Key -Phase2- [1:21]
歌：Jangled Cat（小野大輔）
作詞：酒井ミキオ、作曲・編曲：R・O・N
3. Key [4:04]
歌：Jangled Cat（小野大輔）
作詞：酒井ミキオ、作曲・編曲：R・O・N
4. Missing You [5:30]
歌：コミネリサ
作詞・作曲：小峰理紗、編曲：窪田ミナ
5. Key（オリジナルカラオケ）
6. Missing You（オリジナルカラオケ）

## タイアップ
| 曲名         | タイアップ                                                  |
| ------------ | ----------------------------------------------------------- |
| Key -Phase1- | テレビアニメ『心霊探偵 八雲』第1話〜第3話オープニングテーマ |
| Key -Phase2- | テレビアニメ『心霊探偵 八雲』第4話〜第6話オープニングテーマ |
| Missing You  | テレビアニメ『心霊探偵 八雲』エンディングテーマ             |